# Roger Hammond
Roger Edward Hammond (Oxford, 30 de janeiro de 1974) é um ciclista britânico. Passou a ser profissional no ano de 1998 e em 2011 aposentou-se com a equipe estadunidense Garmin-Cervélo. Especialista no clássico belga, Hammond terminou na terceira posição na prova de Paris-Roubaix em 2004 e segundo lugar na Gent-Wevelgem em 2007.
Representou o Reino Unido em duas edições dos Jogos Olímpicos (Atenas 2004 e Pequim 2008), destacando o sétimo lugar na prova de estrada em 2004.